# Altenburg (Missouri)
Altenburg è un comune degli Stati Uniti d'America, situato nello Stato del Missouri, nella contea di Perry.